# Kontinuum dialektalne

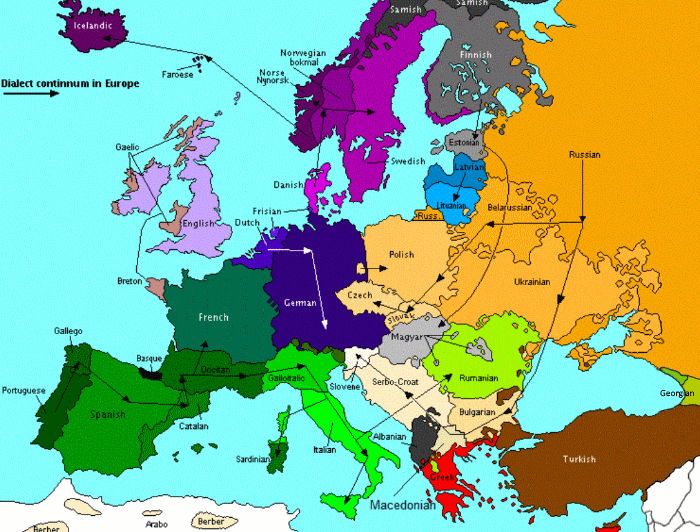
Europejskie kontinua językowe

Kontinuum dialektalne, kontinuum językowe – grupa blisko spokrewnionych bytów językowych, których formy przenikają się nawzajem, uniemożliwiając nakreślenie ostrych granic językowych. Istnieją różne kryteria kontinuum, m.in. geograficzne, na które składają się dialekty różnych miast i wsi, socjalne, gdzie dialekt zależy od warstwy społecznej (przykładowo na Jamajce).

## Przykłady kontinuów językowych
- wschodniosłowiańskie kontinuum językowe: język ukraiński – język białoruski – język rosyjski[3][4]
- zachodniosłowiańskie kontinuum językowe: język polski – języki łużyckie – język czeski – język słowacki[3]
- skandynawskie kontinuum językowe: język duński – język szwedzki – język norweski – język farerski – język islandzki[3]
- południowosłowiańskie kontinuum językowe: język słoweński – Język serbsko-chorwacki – język macedoński – język bułgarski[3].